# Журнал палеонтологии позвоночных
Журна́л палеонтоло́гии позвоно́чных (англ. Journal of Vertebrate Paleontology) — научный журнал, основанный в Университете Оклахомы доктором Иржи Зидеком в 1980 году. В журнале публикуются оригинальные материалы по всем аспектам палеонтологии позвоночных, в том числе о их происхождении, эволюции, функциональной морфологии, систематики, биостратиграфии, палеоэкологии, палеобиогеографии и палеоантропологии.
С 2010 года журнал начал выходить 6 раз в год, а в 2011 году занял шестое место из сорока девяти палеонтологических журналов, перечисленных «Институтом научной информации».